# Duomo di Livorno
Il duomo di Livorno, che ha anche il nome di cattedrale di San Francesco, è il principale luogo di culto cattolico di Livorno, chiesa madre della diocesi omonima.
Fu progettata contestualmente alla realizzazione della città pentagonale voluta dai Medici nel XVI secolo come coronamento del fronte meridionale della piazza Grande, di cui riprendeva il tema del loggiato in armonia con i portici adiacenti.
Ampliata nel corso del Settecento e caratterizzata da un ricco arredo donato dalla famiglia granducale e dai personaggi a essa legati, subì danni ingentissimi durante i bombardamenti aerei della seconda guerra mondiale, a seguito dei quali fu in buona parte ricostruita.

## Storia

### La costruzione

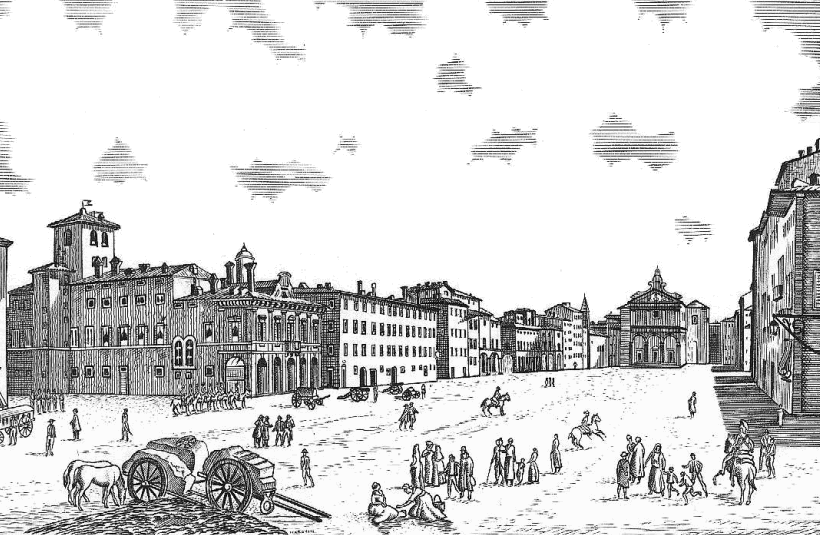
Antica stampa con piazza Grande e il duomo

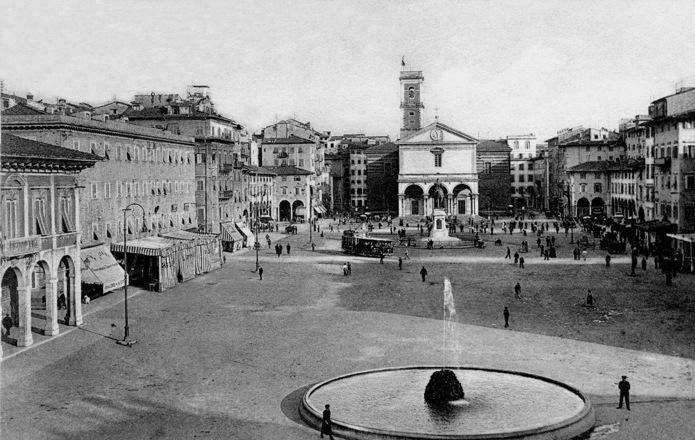
Il duomo all'inizio del Novecento

Nel progetto della nuova città di Livorno elaborato da Bernardo Buontalenti nella seconda metà del Cinquecento prevalevano le opere a carattere militare e quelle legate al potenziamento delle strutture portuali, rispetto agli aspetti urbanistici: facendo perno sulla fortezza di Antonio da Sangallo il Vecchio, il progetto tracciava una semplice maglia viaria regolare all'interno di un nucleo urbano a pianta pentagonale, al centro del quale, in prossimità delle vecchie mura del castello, era sommariamente indicata la presenza del duomo.
Tale configurazione mutò sensibilmente con l'avvento di Ferdinando I de' Medici, che, volendo dare impulso alla costruzione della città, fece apportare diversi cambiamenti al piano originario, tra cui la realizzazione di una vasta piazza d'armi che andava a modificare l'ubicazione del baricentro cittadino rispetto alle indicazioni riportate nel disegno del Buontalenti.
La piazza, presumibilmente pensata come uno spazio quadrangolare chiuso sul lato meridionale dal prospetto della "nuova chiesa", assunse invece una configurazione rettangolare, spingendosi, sul fronte settentrionale, fino ai margini di una darsena destinata all'approdo dei navicelli (successivamente interrata).
I lavori della nuova chiesa cominciarono nel 1594 sulla base di un disegno del Buontalenti: una chiesa a pianta rettangolare, caratterizzata da porticati su tre lati e affiancata da fabbricati conventuali.
Abbandonato il progetto buontalentiano, la costruzione dell'edificio fu portata avanti sotto la direzione di Alessandro Pieroni, il quale, recependo presumibilmente le disposizioni di Don Giovanni de' Medici, abbandonò lo schema conventuale, aumentando le dimensioni della chiesa. I lavori procedettero rapidamente: nel 1596 la facciata, ancora priva del rivestimento marmoreo, era già stata innalzata, nel 1599 fu ultimato il campanile a vela e nel 1606 la chiesa fu consacrata e intitolata a santa Maria, san Francesco e santa Giulia.
Un disegno di Remigio Cantagallina permette di cogliere le caratteristiche principali dell'edificio ed in particolare della facciata: innalzata su una gradinata, è preceduta da un portico arricchito da colonne binate coperto da una terrazza, da cui si innalza un coronamento caratterizzato da specchiature che rimandano al disegno adottato da Don Giovanni de' Medici nella facciata della chiesa pisana di Santo Stefano dei Cavalieri.
Alessandro Pieroni e, successivamente, Antonio Cantagallina, si occuparono anche della decorazione dell'aula interna: vi erano quattro altari laterali (di cui solo due sopravvissuti ai bombardamenti della seconda guerra mondiale), due cantorie in marmo sorrette da mensoloni commissionate da don Antonio de' Medici, un coro ligneo e una pittura di Agostino Tassi dietro l'altare maggiore.
Probabilmente al Pieroni si deve anche il disegno del preziosissimo soffitto ligneo intagliato, iniziato nel 1604 da Vincenzo Ricordati, detto l'Imperatore, uno dei più importanti intagliatori della regione; l'opera, che si avvicina a certe soluzioni veneziane, fu terminata almeno dieci anni più tardi.
Il luogo di culto, configurandosi come chiesa madre cittadina, fu chiesa di giuspatronato regio.
Nel 1629, su richiesta del granduca Ferdinando II, il papa Urbano VII le conferì il titolo di Insigne Collegiata e il suo pievano venne sostituito da un proposto avente funzioni di vicario dell'Arcivescovo di Pisa e di Primo Dignitario ecclesiastico della città.

### Successivi ampliamenti

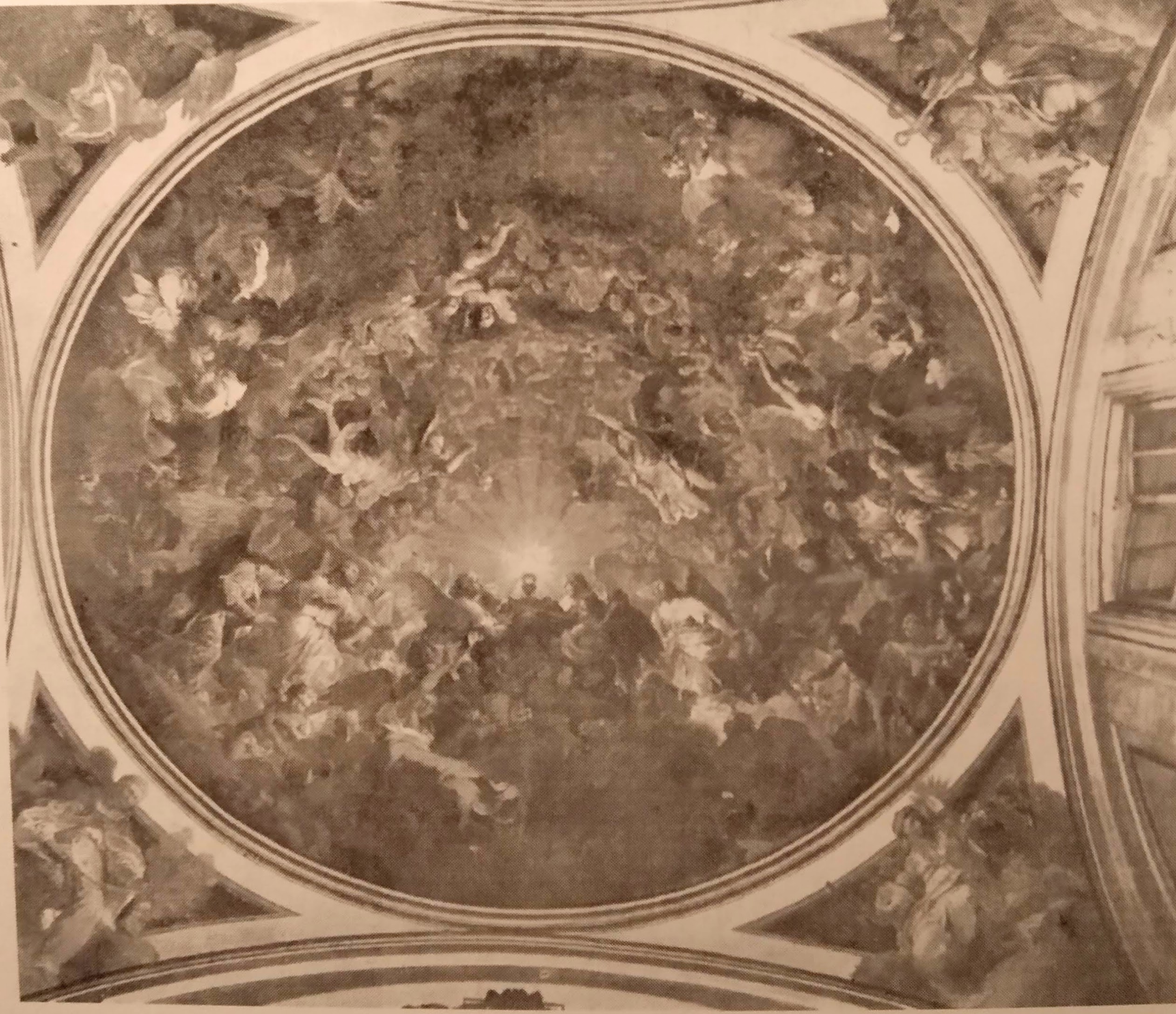
Giuseppe Maria Terreni, affresco dell'Apoteosi dell'Eucaristia nella cappella del Santissimo Sacramento, distrutto

Nel Settecento la chiesa fu ampliata con l'aggiunta di due cappelle laterali, che mutarono la pianta rettangolare in una a croce latina.
La prima ad essere innalzata, tra il 1716 e il 1720, fu quella del Santissimo Sacramento grazie al contributo economico del capitano Francesco Vincenzi, direttore del lazzaretto di Livorno; progettata da Giovanni del Fantasia e successivamente restaurata da Giuseppe Salvetti, fu ornata con sculture della bottega di Giovanni Baratta e con pitture di Giuseppe Maria Terreni.
Nel 1727 fu la volta della cappella della Concezione di Maria, la quale fu posta in comunicazione con quella del battistero, realizzata alla metà del medesimo secolo.
Nel 1770 furono aggiunti il cornicione e i pilastri della navata, mentre Giuseppe Gricci dipinse gli spazi a livello delle finestre (le pitture sono andate perdute). Nello stesso periodo fu ampliato il coro: il pittore fiorentino Tommaso Gherardini vi realizzò alcuni affreschi (scomparsi durante la seconda guerra mondiale), che andarono a sostituire quelli di Agostino Tassi. Il coro ligneo fu quindi traslato nella chiesa di Santa Caterina.
Nel 1806 divenne "cattedrale" e l'anno seguente si avviò la ristrutturazione della cappella della Concezione di Maria; i lavori furono diretti da Riccardo Calocchieri, mentre la volta fu completamente affrescata da Luigi Ademollo, la cui opera, oggi scomparsa, non riscosse tuttavia i pareri favorevoli dalla critica.
Nel 1817, su progetto di Gaspero Pampaloni, fu aggiunto il campanile a pianta quadrata in sostituzione di quello a vela seicentesco, che era rimasto danneggiato in conseguenza del terremoto del 1814.
Ne 1856 si registra la demolizione dell'antico fregio in facciata e l'inserimento di un nuovo orologio che, con un ingegnoso meccanismo, azionava i quadranti posti nei timpani posti rispettivamente sulla facciata principale e sul fronte posteriore.
Altre modifiche di rilievo furono attuate durante il ventennio fascista, quando, con la riqualificazione dei palazzi di largo Duomo, l'abside della cattedrale fu rinnovata e dotata di una fontana in asse con la via Cairoli.

### La seconda guerra mondiale e la ricostruzione
In seguito ai bombardamenti aerei del 1943-1944 il duomo fu in buona parte distrutto: si salvarono solamente il muro perimetrale di destra, la zona delle cantorie, l'altare del Santissimo Sacramento, la cappella del Battistero, nonché diverse opere d'arte preventivamente messe al sicuro, mentre il soffitto ligneo e le pitture murali andarono irrimediabilmente perduti.
A questo quadro drammatico si aggiunsero i piani urbanistici presentati alla fine del 1945, che prevedevano lo spostamento della cattedrale sul lato nord di piazza Grande; tuttavia, temendo che lo spostamento della chiesa avrebbe comportato ritardi, l'ipotesi fu scartata.
In ogni caso, la piazza, con la realizzazione di Palazzo Grande e di nuovi edifici di contorno, mantenne ben poco dell'assetto originario, mentre il duomo fu ricostruito riproponendo, seppur in modo semplificato e approssimativo, le strutture originarie e le componenti di arredo: per ragioni di economia, il magnifico soffitto intagliato fu solo abbozzato; due altari laterali non furono ricostruiti, la statua del vescovo Girolamo Gavi realizzata da Vincenzo Cerri non fu ripristinata, né ricollocata.
Tra le principali modifiche si ricorda la realizzazione dell'esedra posta alle spalle dell'abside e l'aggiunta di portici sui due bracci del transetto; nel campanile furono installate 5 campane in bronzo, ottenute dalla fusione delle campane recuperate dalle rovine e col bronzo di una campana donata dall'arciconfraternita della Purificazione.
Il duomo, ancora incompleto, fu solennemente consacrato il 20 dicembre 1953 dal vescovo Giovanni Piccioni.

## Descrizione

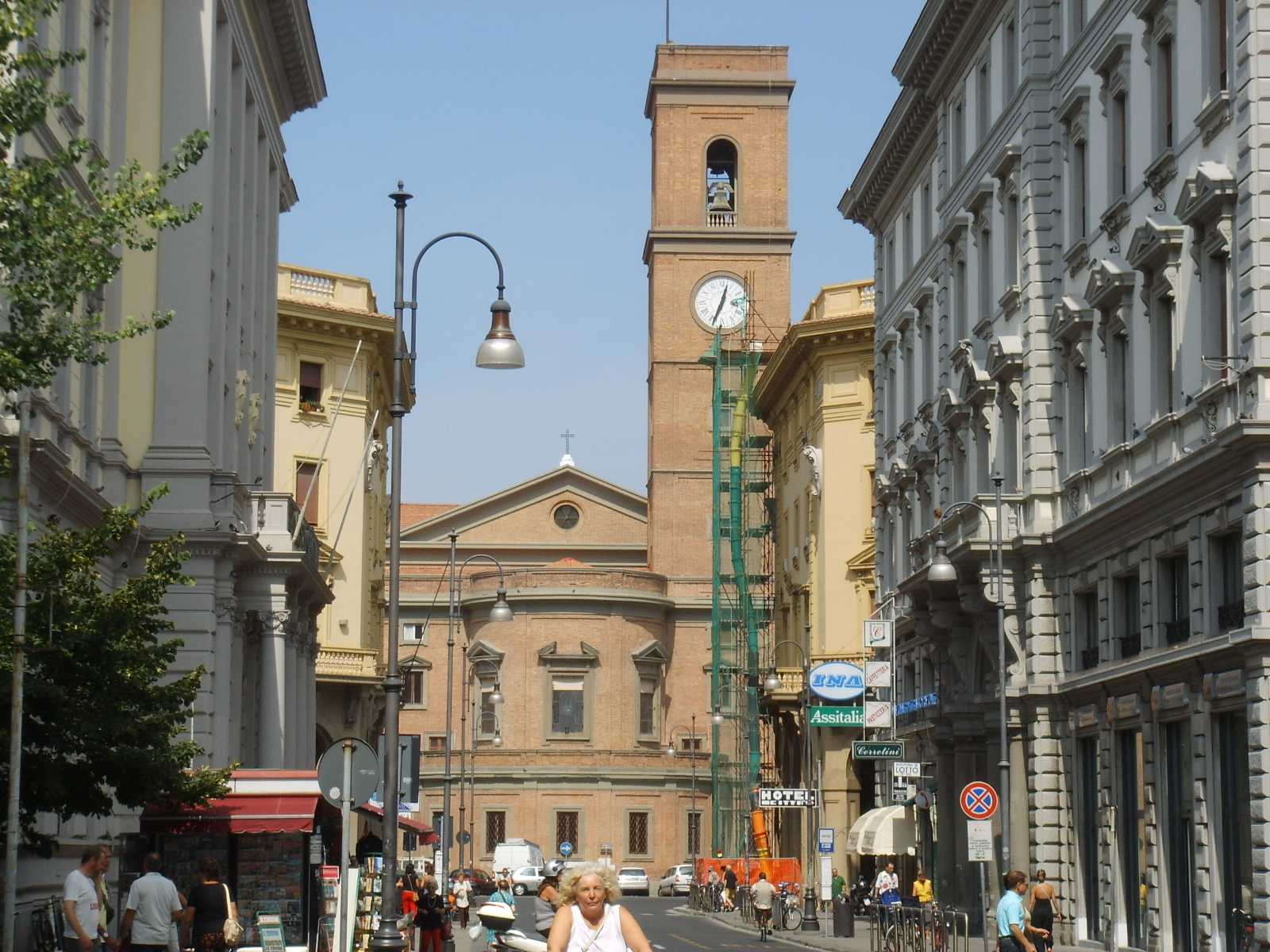
Il retro del duomo

### Esterno
L'edificio, rivestito in laterizio, presenta una facciata marmorea a capanna, con un loggiato a tre arcate a tutto sesto, che alcune guide storiche, per la sua armonia, hanno impropriamente attribuito a Inigo Jones, il padre dell'architettura rinascimentale inglese.
L'accesso principale della cattedrale è schermato da una porta monumentale, eseguita dallo scultore Antonio Vinciguerra, in cui sono raffigurati gli episodi più significativi nella storia di Livorno e della sua Chiesa.
Lo schema della facciata viene riproposto all'altezza del transetto, in cui si innalzano i loggiati in marmo degli ingressi laterali.
Sul fronte ovest, in adiacenza alla cappella della Concezione di Maria, si segnala la presenza della cappella del battistero, la cui facciata, rimasta indenne ai disastri della guerra, presenta un paramento in pietrame misto, con timpano triangolare alla sommità.
Il fronte posteriore della chiesa, rivolto verso Montenero, è caratterizzato da una grande esedra, in cui si inseriscono l'abside e, più in basso, il corridoio anulare di collegamento tra i diversi locali della curia; su questi domina il ricostruito campanile, alto quasi 50 m e dotato di orologio pubblico, il cui restauro è stato avviato nel 2018.

### Interno

#### Navata

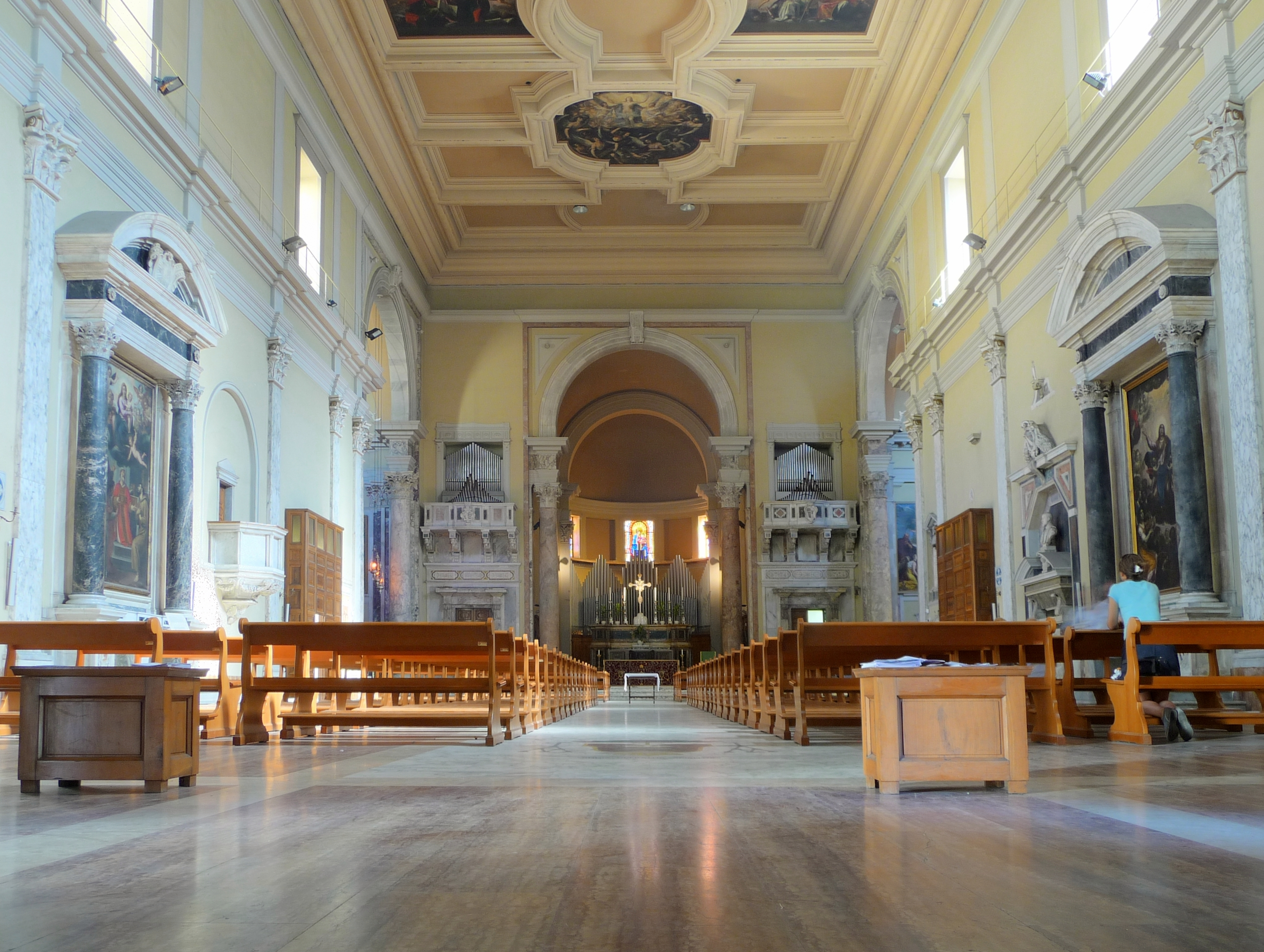
Interno

L'interno è a croce latina, con un'unica navata affiancata dalle cappelle del Santissimo Sacramento e della Concezione di Maria (oggi Madonna di Montenero).
La navata era originariamente coperta da un preziosissimo soffitto ligneo intagliato e dorato; in esso erano inseriti sette dipinti, salvati dai bombardamenti e ricollocati in una struttura fortemente semplificata, ma che ripropone la ripartizione dello spazio dell'opera originaria. Per il soffitto, tra il 1619 e il 1623, Jacopo Ligozzi, Domenico Cresti detto il Passignano, e Jacopo Chimenti detto l'Empoli realizzarono tre grandi dipinti raffiguranti San Francesco che riceve il Bambino dalla Vergine, l'Assunzione della Madonna, l'Apoteosi di Santa Giulia. Ai loro aiuti fu affidata l'esecuzione delle quattro tele minori superstiti.
Al centro della controfacciata, dove nel 1922 si era proposto di affrescare un imponente Giudizio finale, sono poste le tele riproducenti il Sacrificio di Isacco e il Mosè, entrambe di Francesco Pascucci, che originariamente si trovavano lungo le pareti dell'abside e che erano state commissionate dal proposto della collegiata Antonino Baldovinetti.
Sulla parete destra della navata si trova il monumento funebre a Marco Alessandro del Borro, governatore di Livorno, opera settecentesca di Giovan Battista Foggini che, seppur gravemente danneggiata nel corso dei bombardamenti della seconda guerra mondiale, costituisce il più grande monumento funebre realizzato nella Toscana di Cosimo III de' Medici.
Proseguendo, nello spazio originariamente occupato da un altare finanziato dal primo cameriere del granduca Biagio Pignatta (trasferito sulla parete sinistra durante le fasi della ricostruzione postbellica), è posto il dipinto di Francesco Curradi, Crocefissione e Santi, che originariamente ornava un altare (andato distrutto) sul lato sinistro.
Seguono: un confessionale in marmo, sormontato dal monumento sepolcrale di Carlo Ginori, che fu governatore di Livorno intorno alla metà del XVIII secolo; un altare finanziato dal primo gonfaloniere della città, Bernadetto Borromei, con un dipinto del Passignano raffigurante L'adorazione della Vergine, forse eseguito con l'aiuto del suo allievo Pietro Sorri; il sepolcro del citato Borromei, sopra il quale si scorgono i pochi resti del monumento onorario al governatore Filippo Bourbon del Monte; chiude la navata, prima della cappella della Concezione di Maria, il sepolcro di Biagio Pignatta.

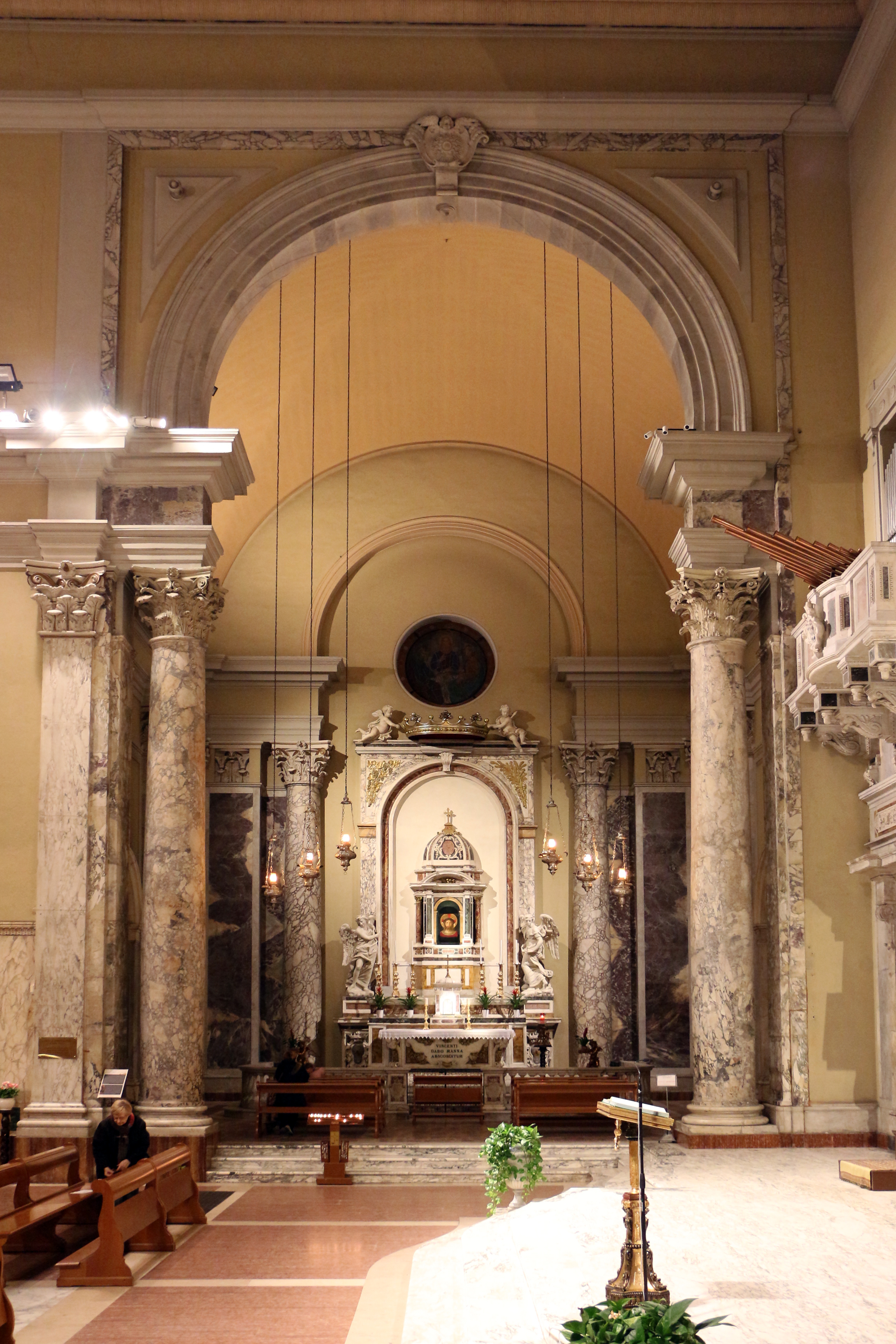
Cappella del Santissimo Sacramento, con altare attribuito alla bottega del Baratta e il Cristo coronato di spine di Beato Angelico

Sulla parete sinistra: la Trasfigurazione di Cristo, di Tommaso Gazzarrini (prima della guerra nella cappella della Concezione di Maria); un confessionale in marmo sovrastato dall'Immacolata concezione di Giuseppe Bottani; il secondo altare finanziato dal Pignatta proveniente dalla parete di destra, con la tela del Passignano raffigurante l'Estasi di santo Stefano con i santi Gregorio, Benedetto e Francesco, quest'ultimo prelevato da un altare andato distrutto; il pulpito a forma poligonale, donato dal medesimo Pignatta e ricomposto dopo la guerra.

#### Transetto
La cappella della Madonna di Montenero, a destra, era originariamente dedicata alla Concezione di Maria; perdute le decorazioni neoclassiche, l'altare e gli affreschi di Luigi Ademollo e trasferita nella navata la Trasfigurazione di Gazzarrini, le pareti conservano dipinti che lo stesso Gazzarrini consegnò tra il 1818 e il 1824 (Riposo durante la fuga in Egitto, L'istituzione dell'Eucaristia, Apparizione di Cristo a Santa Margherita Alacoque), oltre ad una Immacolata concezione di artista ignoto della seconda metà del XVIII secolo. Sopra l'altare una riproduzione della Madonna di Montenero proveniente da un tabernacolo collocato all'angolo tra via del Giglio e via dei Cavalieri.
Nella cappella del Santissimo Sacramento, sul lato sinistro, sono presenti quattro tele di Giuseppe Maria Terreni (Sant'Agostino, San Gregorio, San Girolamo, Sant'Ambrogio), mentre sono andati perduti a causa degli eventi bellici gli affreschi della volta. 
L'altare della cappella, in marmi policromi della scuola del Baratta, è caratterizzato da un tabernacolo al centro del quale nel 2006 è stato collocato il Cristo coronato di spine di Beato Angelico, in sostituzione di un Sacro cuore di Gesù di autore minore.

#### Altare maggiore e coro
L'altare maggiore, realizzato nella sua versione attuale solo nel 1766, rappresenta un'opera di raffinata fattura destinata all'ostensione delle argenterie; ai lati due teste di cherubini in marmo bianco, in passato attribuite a François Duquesnoy, ma forse opere settecentesche di Andrea Vaccà.
Nel 2022 la cattedrale è stata ornata con nuovi arredi liturgici, realizzati dall'artista Paolo Grigò: una nuova sede in bronzo con sedile di marmo, un ambone traforato, l'altare con tre gruppi scultorei riproducenti episodi della vita di Santa Giulia (il rapimento, il martirio e il ritrovamento del corpo da parte dei benedettini della Gorgona) e il cero pasquale.
Nel coro retrostante si trovano due grandi tele: San Francesco resuscita un annegato presso Narni, di Giuseppe Bezzuoli; Traslazione del corpo di Santa Giulia di Tommaso Gazzarini.

#### Battistero
Nella cappella del Battistero, rimasta illesa dai bombardamenti, si segnala la presenza del fonte secentesco che fino alla metà del XVIII secolo si trovava nella navata e che era stato eseguito a spese del Pignatta; su una parete, il Battesimo di Cristo di Gerardo Ferri, commissionato dal proposto della collegiata, Filippo Venuti.

#### Organo
Nella cattedrale si trova l'organo a canne Mascioni opus 804, costruito nel 1961. Lo strumento, a trasmissione elettrica, si articola in 44 registri ed è disposto in tre corpi distinti: sulle due antiche cantorie, ai lati dell'abside, e in quest'ultima, dietro l'altare maggiore. La consolle, ha tre tastiere di 61 note ciascuna e pedaliera concavo-radiale di 32 note.
Lo strumento è stato restaurato nel 2019.

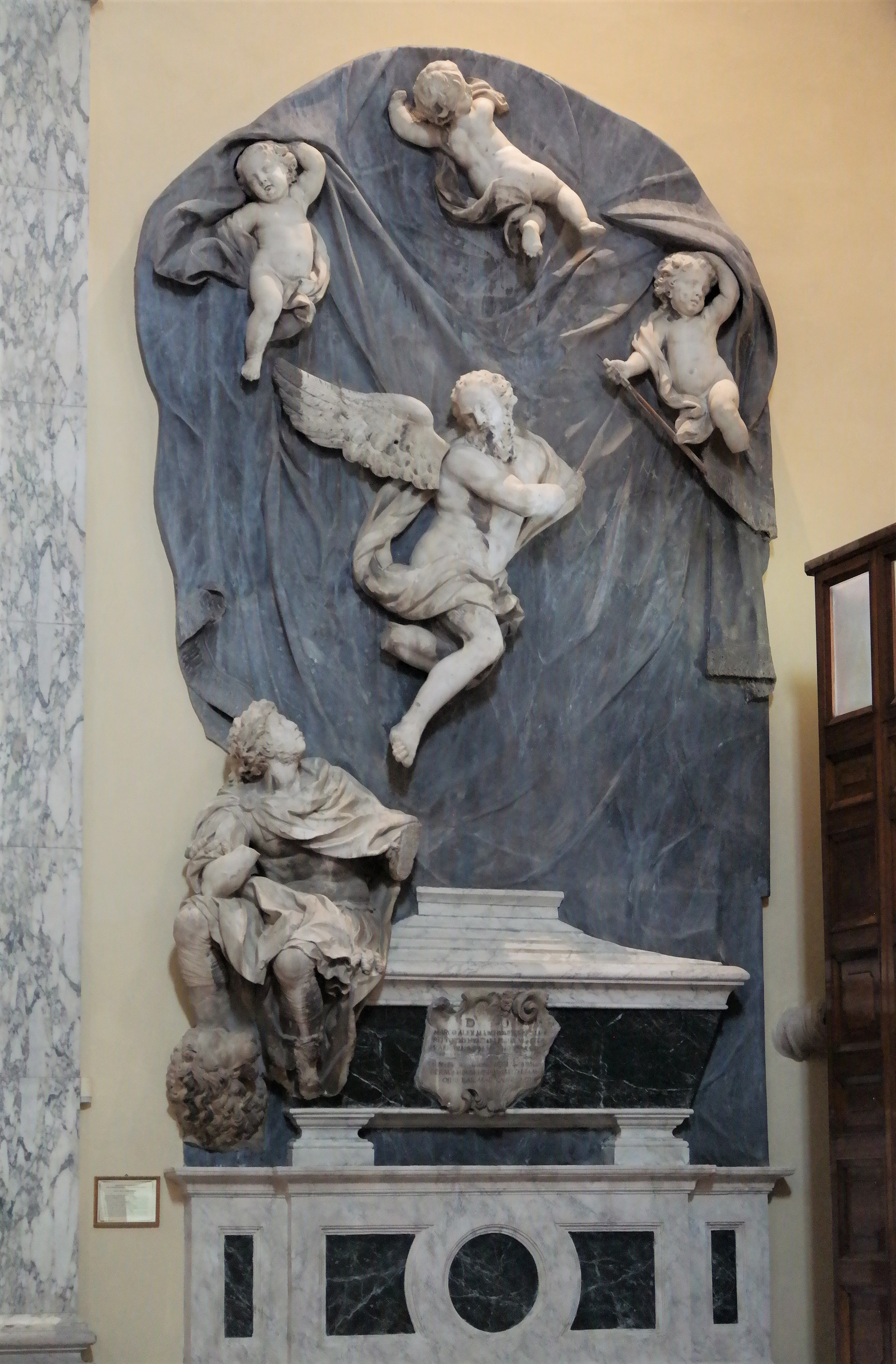
Monumento funebre di Alessandro del Borro, eseguito da Giovan Battista Foggini
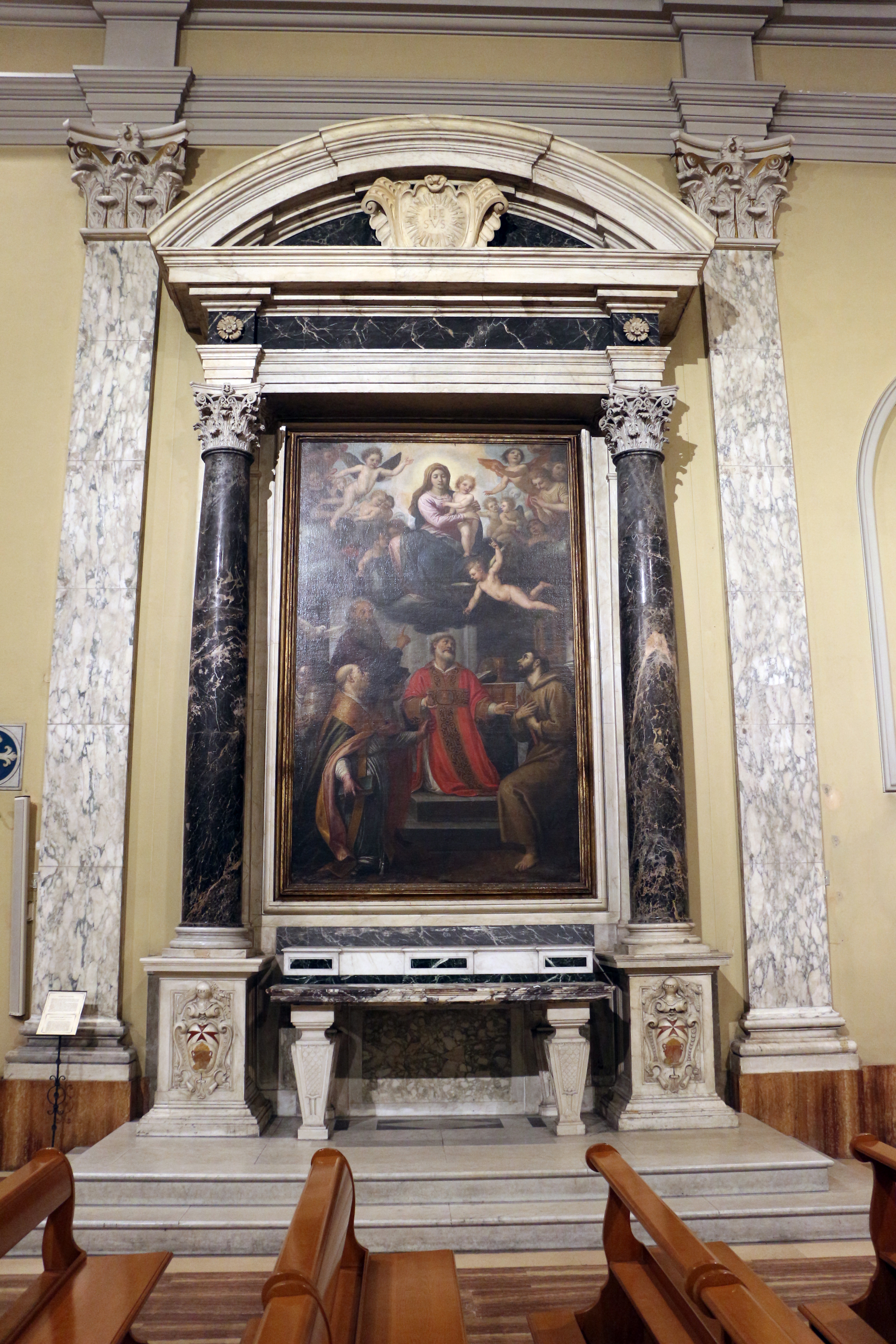
Altare Borromei, con l'Estasi di santo Stefano con i santi Gregorio, Benedetto e Francesco di Passignano
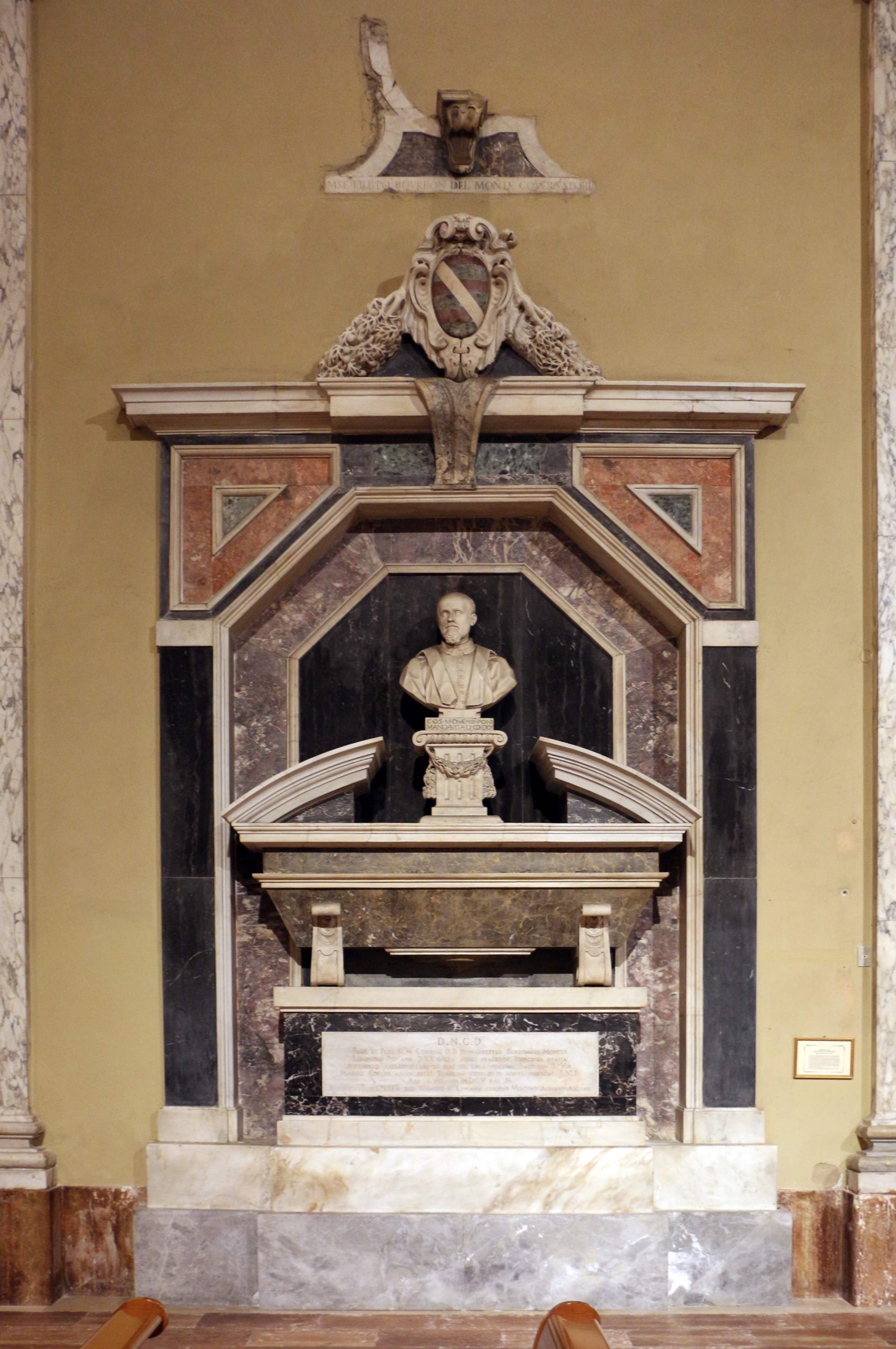
Sepolcro di Bernadetto Borromei
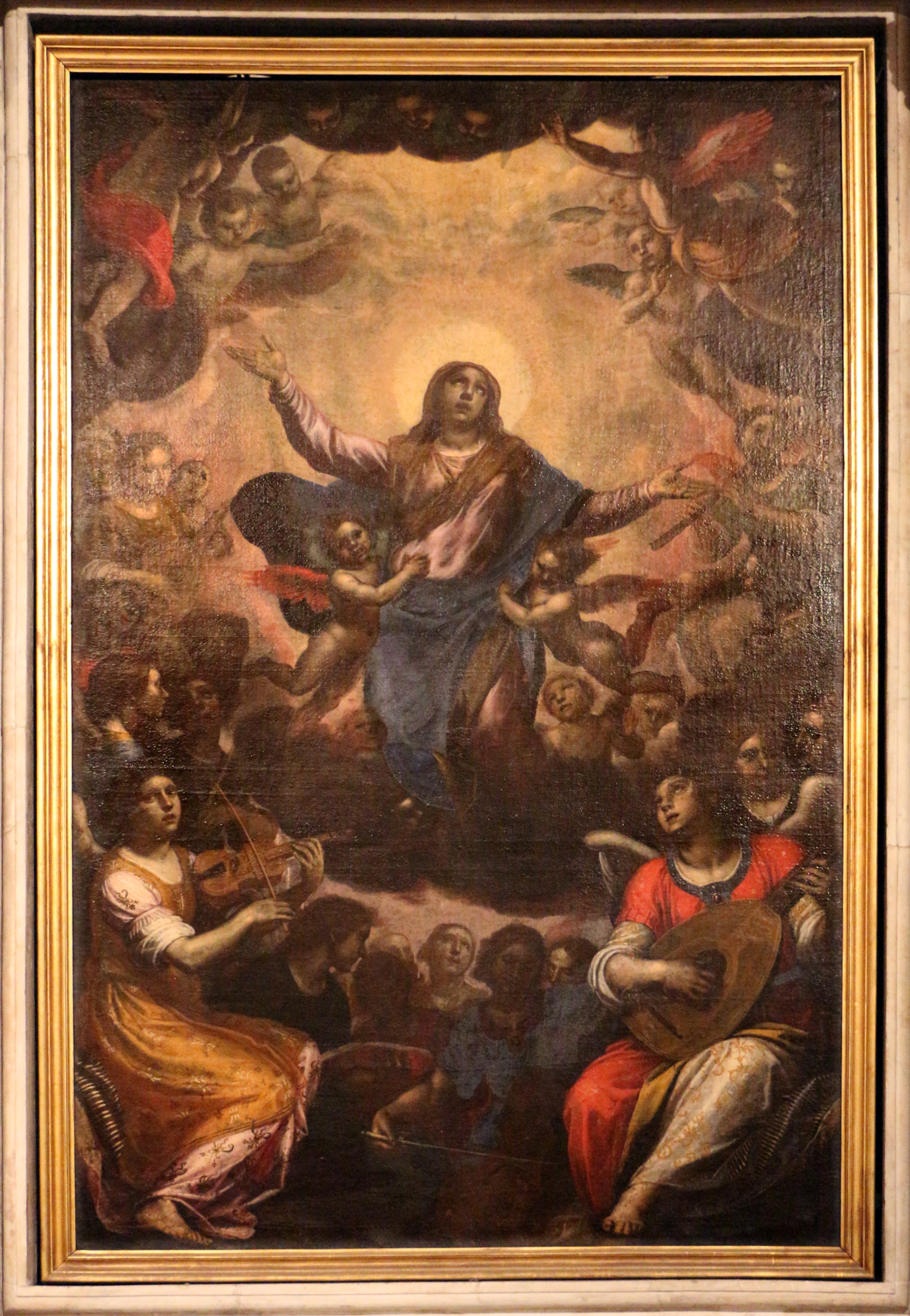
Altare Pignatta, L'adorazione della Vergine, di Passignano e Pietro Sorri

## Cronotassi dei proposti della collegiata
- Andrea Buonaparte di San Miniato, 31.7.1629 - 30.11.1647
- Antonio Nelli di Firenze, 7.4.1648 - 9.2.1664
- Guido Vincenzo Forti di Pescia, 1.5.1664 - 2.1.1667
- Andrea Franchi di Pistoia, 2.11.1668 - 2.6.1703
- Annibale Lanfranchi Chiccoli di Pisa, 31.8.1703 - 16.4.1706
- Angiolo Franceschi di Livorno, 14.2.1707 - 5.11.1725
- Sebastiano Maria Cellesi di Pistoia, 1.8.1726 - 29.11.1735
- Alfonso Alamanni di Firenze, 14.3.1736 - 1750
- Filippo Venuti di Cortona, 11.5.1751 - 2.6.1766
- Angiolo Franceschi di Livorno, 30.6.1766 - 13.11.1775
- Antonino Baldovinetti di Firenze, 18.4.1776 - 10.12.1791
- Girolamo Chelli di Livorno, 15.8.1792 - 17.9.1806